# سرقين (بزكش)
سرقين (بالفارسية: سرقین) هي منطقة سكنية تقع في إيران في قسم بزكش الریفي. يقدر عدد سكانها بـ 145 نسمة .